# پیتر گلب
پیتر گلب (انگلیسی: Peter Gelb؛ زادهٔ ۱ ژانویهٔ ۱۹۵۳) یک تهیه‌کننده موسیقی و مدیر هنری اهل ایالات متحده آمریکا است.
وی از اوت ۲۰۰۶ میلادی، مدیر تالار اپرای متروپولیتن نیویورک است.
پیتر گلب مدتی نیز مدیر برنامه‌های ولادیمیر هوروویتس بود.
از فیلم‌ها یا مجموعه‌های تلویزیونی که وی در آن‌ها نقش داشته‌است می‌توان به آخرین عاشقانه اشاره نمود.